# 毛颂芬
毛颂芬（？—？）籍贯不详，中华民国政治人物。

## 生平
毛颂芬曾任唐山地方法院检察处首席检察官、沈阳地方审判厅民庭推事。1942年，毛颂芬代理张心沛的华北政务委员会教育总署署长职务。1944年4月1日时，毛颂芬正在担任华北政务委员会教育总署保健局局长。